# Alflen

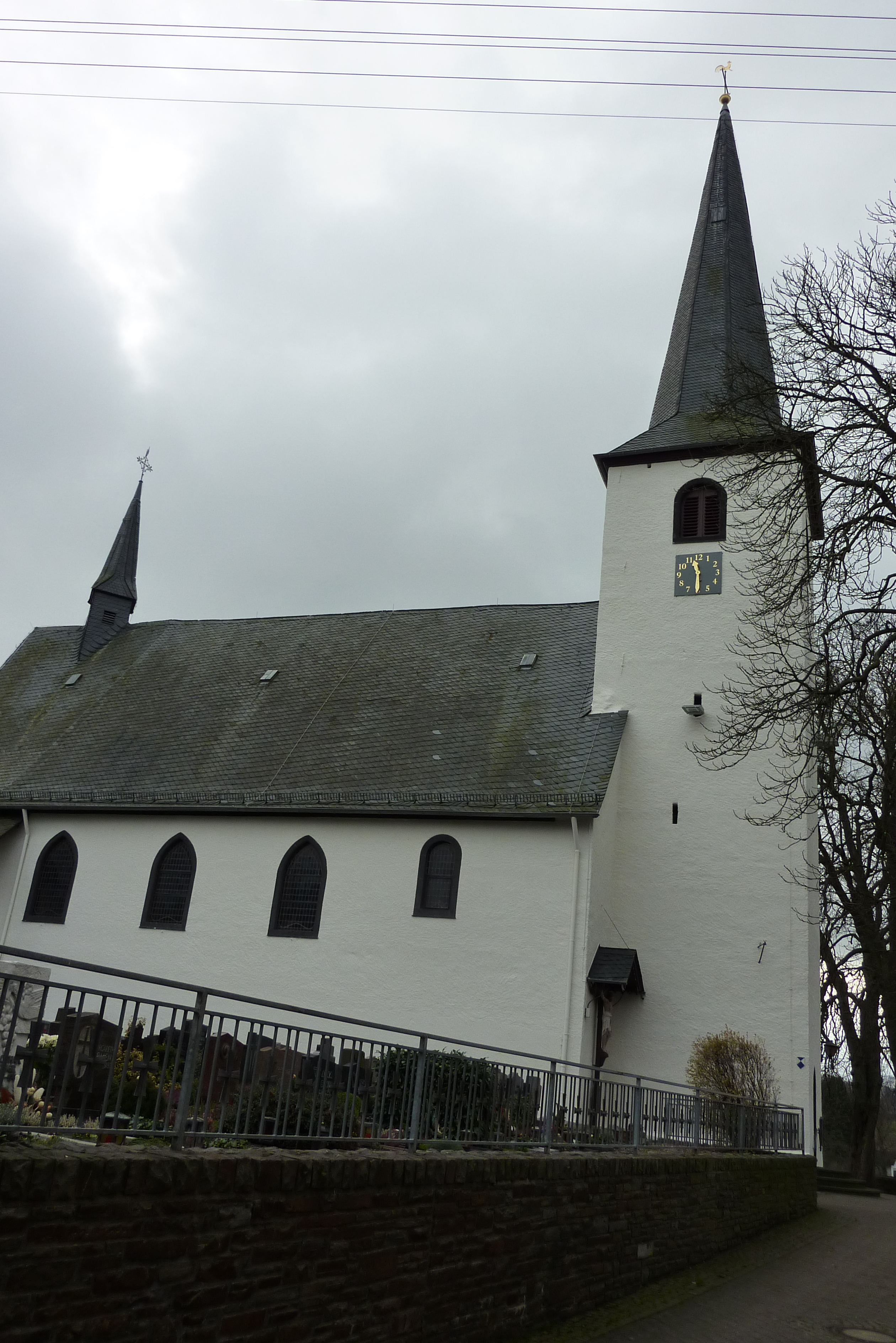
Pfarrkirche St. Johannes der Täufer

Alflen ist eine Ortsgemeinde im Landkreis Cochem-Zell in Rheinland-Pfalz. Sie gehört der Verbandsgemeinde Ulmen an.

## Geographie
Der erhöht gelegene ältere Teil des Ortes wird der Kirche wegen als „Kirch-Alflen“ bezeichnet. Der jenseits des Litzbaches in einer Mulde gelegene jüngere Ortsteil wird dagegen das „Überdorf“ genannt. Zu Alflen gehört auch der im Nordwesten liegende Weiler Peterskaul.
Nachbarorte sind im Uhrzeigersinn: Ulmen, Müllenbach (bei Mayen), Büchel, Gevenich, Gillenbeuren, Schmitt (Eifel) und Auderath.

## Geschichte
In „Alflona“ besaß das Stift Karden nach dem um 1100 aufgestellten Güterverzeichnis einen Hof nebst zugehörigem Fronland und auch zwei Drittel des Zehnten der Pfarrei. Den Kardener Besitz in „Alflona“ bestätigte 1178 Papst Alexander III. Das Zehntrecht besaß das Stift noch bis zum Ende des 18. Jahrhunderts. In der von Papst Eugen III. für die Abtei Echternach im Jahre 1148 ausgestellten Urkunde wird unter anderem kleinerer Besitz bei „Alflue“, bzw. „Afflue“ genannt, ebenso ähnlich im Jahre 1161.
Die um 1100 erstmals genannte Pfarrkirche wird zu Anfang des 13. Jahrhunderts im Trierer Liber annalium aufgeführt, sie war mit ihrem Pfarrbezirk der Stiftskirche in Karden unterstellt. Um 1330 wird sie dann in der Taxa generalis erwähnt, 1475 und 1656 in Protokollen des Archidiakonats Karden und des Landkapitels Zell. 1592 und im Register 1552, mit dem Patrozinium Johannes des Täufers. Als Nebenpatron wird der hl. Bartholomäus genannt.
Bis zum Ende des 18. Jahrhunderts gehörte Alflen landesherrlich zu Kurtrier und war dem Amt Cochem zugeordnet. Innerhalb des Amtsbezirks war Alflen der namensgebende Hauptort eines Hochgerichts, zu dem auch Büchel (Georgweiler, Morschweiler) und Gillenbeuren sowie das zum Amt Ulmen gehörende Auderath gehörten. Ursprünglich war das Hochgericht Alflen eines der Pellenzgerichte, welches nach einem Weistum aus dem Jahr 1499 mit zwölf Schöffen besetzt war. Die Grafen von Virneburg hatten dieses als kurtrierisches Lehen inne und als Afterlehen an die Grafen von Metternich-Winneburg vergeben. Den Grafen von Metternich-Winneburg stand die zivile Gerichtsbarkeit zu, der Graf ernannte den Schultheißen und die sieben Schöffen, den Vorsitz hatte der gräfliche Beamte zu Beilstein. Im Trierer Feuerbuch aus dem Jahr 1563 sind 50 Feuerstellen (Haushalte) in Alflen verzeichnet, im Jahr 1684 waren es nur 34.
Im Jahr 1794 hatten französische Revolutionstruppen das Linke Rheinufer annektiert, von 1798 bis 1814 gehörte Alflen zum Kanton Ulmen im Arrondissement Bonn des Rhein-Mosel-Departements. Der Munizipalrat (Alflener Gemeindevertreter in der Mairie Ulmen) war 1808 der Bürger Henrichs. Es gab einen Schullehrer im Ort.
Aufgrund der Beschlüsse auf dem Wiener Kongress (1815) wurde die Region dem Königreich Preußen zugeordnet. Unter der preußischen Verwaltung kam die Gemeinde Alflen zur Bürgermeisterei Lutzerath im Kreis Cochem, der zum neuen Regierungsbezirk Koblenz sowie von 1822 an zur Rheinprovinz gehörte.
Seit 1946 ist die Gemeinde Alflen Teil des Landes Rheinland-Pfalz, seit 1969 gehört sie zum Landkreis Cochem-Zell und seit 1970 der Verbandsgemeinde Ulmen an.
Bevölkerungsentwicklung
Die Entwicklung der Einwohnerzahl von Alflen, die Werte von 1871 bis 1987 beruhen auf Volkszählungen:
| Jahr | Einwohner |
| 1815 | 360       |
| 1835 | 506       |
| 1871 | 540       |
| 1905 | 592       |
| 1939 | 899       |
| 1950 | 747       |

| Jahr | Einwohner |
| 1961 | 784       |
| 1970 | 775       |
| 1987 | 748       |
| 1997 | 834       |
| 2005 | 866       |
| 2023 | 811       |

## Politik

### Bürgermeister
Berthold Schäfer wurde am 11. Juni 2019 Ortsbürgermeister von Alflen. Bei der Direktwahl am 26. Mai 2019 war er mit einem Stimmenanteil von 68,11 % für fünf Jahre gewählt worden. Bei der Direktwahl am 9. Juni 2024 wurde er mit 63,2 % der Stimmen als einziger Bewerber in seinem Amt bestätigt. Die Wahlbeteiligung lag bei 73,7 %.
Schäfers Vorgänger Rudolf Schneiders hatte das Amt zehn Jahre ausgeübt.

### Wappen
| Wappen von Alflen | Blasonierung: „In grünem Schildhaupt eine silberne Urne, in Silber eine eingeschweifte rote Spitze, darin ein goldener Sparrenschrägbalken, vorne ein rotes Hifthorn, hinten eine schwarze Muschel.“ |
| Wappen von Alflen | Wappenbegründung: Hifthorn, Muschel und Sparrenschrägbalken entstammen dem Wappen des Metternich-Winneburg-Beilsteinschen Geschlechtes, wie bereits im Gerichtssiegel von 1477 und 1761.             |

## Sehenswürdigkeiten

### Bauwerke
Die Pfarrkirche St. Johannes der Täufer zählt mit ihrem gotischen Baustil und ihren außergewöhnlichen Deckengemälden zu den wohl bemerkenswerten Kirchen in der Umgebung. Im Unterbau romanischer Westturm, Obergeschosse und Schiff nach 1716, spätgotischer Chor und Sakristei nach 1716 erneuert.
Auch die Lage der Kirche, die von mächtigen, mehr als 300 Jahre alten, naturgeschützten  Kastanien umgeben ist, bietet zu jeder Jahreszeit ein malerisches Bild. Insbesondere von der Zeip (einem Brunnen) aus, in der Schulstraße, bei der Schule erhält man diesen Anblick.
Kapelle an der Kapellenstraße: kleiner Saalbau mit Nischenrelief, angeblich im Kern aus dem 16. Jahrhundert, 1921 als Kriegergedächtniskapelle neu errichtet.
Das Felser-Haus, ein Fachwerkhaus aus dem Jahre 1880, unterhalb der Kirche. Es überstand den Zweiten Weltkrieg, obwohl es Opfer eines Granatenangriffs wurde. Früher befand sich in seinem Inneren ein Laden, heute wird es lediglich als Wohngebäude genutzt.

### Naturschutzgebiet
Die Wacholderheide Nassenberg ist ein 5,3 ha großes Naturschutzgebiet im nordöstlichen Teil der Gemarkung Alflens.

### Museum
Aufgrund einer durch die Kreisverwaltung Cochem-Zell organisierten Ausstellung mit dem Namen On de Geman gien (in die Gemeinde gehen), bei der alte Kommunikationsmöglichkeiten und -gerätschaften gezeigt wurden, entstand das Heimatmuseum Alflen. Es fand seinen Platz auf dem Dachboden der ehemaligen Schule und des heutigen Kindergartens bei der Kirche.

## Wirtschaft und Infrastruktur

### Fliegerhorst Büchel
In den 1950er Jahren entstand der Fliegerhorst Büchel. Dem Flugplatzbau fielen einige schöne Gebäude zum Opfer, unter anderem das Chausseehaus. Außerdem verlor Alflen einen bedeutenden Teil seiner Waldbestände. Bis heute stellt der Fliegerhorst Büchel, auf dem das Taktische Luftwaffengeschwader 33 stationiert ist und einige Atomwaffen vermutet werden, einen der bedeutendsten Arbeitgeber dar.

### Bioenergie
Seit einigen Jahren werden in Alflen verstärkte Anstrengungen unternommen, um den Einsatz fossiler Brennstoffe zur Wärmegewinnung zu reduzieren. Im Jahr 2013 entstanden vier Nahwärmenetze auf der Basis von Holzhackschnitzeln, durch die insgesamt 40 Häuser mit CO2-neutraler, nachwachsender Biomasse beheizt werden.

### Kindertagesstätte und Grundschule
Alflen besitzt einen kommunalen Kindergarten mit Ganztagsbetreuung. Die Grundschule für die 1. bis 4. Klasse wurde aufgrund zu geringer Schülerzahlen im Jahr 2015 geschlossen.

### Verkehr
Der Ort ist sehr gut an den ÖPNV angebunden:
- Buslinie 700 (Cochem–Ulmen–Daun–Gerolstein)
- Buslinie 706 (Beuren/Lutzerath–Alflen–Cochem)
- Buslinie 716 (Alflen–Beuren–Bad Bertrich)
- Buslinie 719 (Gevenich–Lutzerath–Alflen–Kaisersesch)
- Buslinie 733 (Alflen–Laubach–Leienkaul–Kaisersesch)
- Buslinie 734 (Alflen–Laubach–Kaisersesch)
- Buslinie 777 (Cochem–Gerolstein (Rad Bus Mosel–Maare))
- Buslinie 521 (Kaisersesch–Daun)

Außerdem sind in der Nähe folgende Autobahnen:
- Anschlussstelle Ulmen A 48/1 Richtung Trier bzw. Daun
- Anschlussstelle Laubach A 48 Richtung Koblenz
- Anschlussstelle Hasborn A 1 Richtung Wittlich

Bahnhöfe sind in:
- Wittlich-Wengerohr (Richtung Trier)
- Cochem (Richtung Koblenz)
- Gerolstein (Richtung Köln/Trier)

## Persönlichkeiten
- Hedwig Lülsdorf (1935–1998), Kommunalpolitikerin und ehemalige Bürgermeisterin